# Estatua de la maternidad de Split
Estatua de la maternidad de Split o Madre e Hijo  ( “Majka i dijete”) es una famosa escultura de Ivan Meštrović situada en el hospital de ciudad croata de Split

## Historia
La estatua "Madre e hijo" se inauguró en 1942. Representa a una madre amamantando a su hijo y desde entonces ha sido el símbolo del departamento de ginecología de este hospital. En 1953 el departamento y la estatua cambiaron de ubicación y ha sido restaurada recientemente debido a su deterioro durante casi 70 años.
Bajo la misma temática de la maternidad Meštrović tiene distribuidas otras estatuas en distintos puntos de Croacia
Es popular entre parejas de turistas de toda Croacia y locales aproximarse a la estatua para intentar tocar la rodilla del niño. Las que lo consiguen, según la tradición, tendrán un embarazo y una maternidad feliz.